# جو مانتل
جو مانتل (بالإنجليزية: Joe Mantell)‏ هو ممثل أمريكي، ولد في 21 ديسمبر 1915 بنيويورك في الولايات المتحدة، وتوفي في 29 سبتمبر 2010 بوادي سان فيرناندو في الولايات المتحدة بسبب ذات الرئة.

## أعمال

### أفلام
- (1955) مارتي
- (1963) الطيور
- (1970) أبطال كيلي
- (1974) الحي الصيني

## ترشيحات
- جائزة الأوسكار لأفضل ممثل مساعد، عن عمل: مارتي (1955)

## وصلات خارجية
- جو مانتل على موقع IMDb (الإنجليزية)
- جو مانتل على موقع ألو سيني (الفرنسية)
- جو مانتل على موقع تيرنر كلاسيك موفيز (الإنجليزية)
- جو مانتل على موقع أول موفي (الإنجليزية)
- جو مانتل على موقع قاعدة بيانات برودواي على الإنترنت (الإنجليزية)
- جو مانتل على موقع قاعدة بيانات الأفلام السويدية (السويدية)
- جو مانتل على موقع إن إن دي بي (الإنجليزية)
- جو مانتل على موقع قاعدة بيانات الفيلم (الإنجليزية)
- جو مانتل على موقع كينوبويسك (الروسية)